# Jan Kirchhoff
Jan Tilman Kirchhoff (* 1. Oktober 1990 in Frankfurt am Main) ist ein ehemaliger deutscher Fußballspieler und heutiger -trainer.

## Karriere

### Vereine

#### Jugend in Frankfurt und Mainz
Kirchhoff begann bei der Sportvereinigung Kickers 1916 in Frankfurt mit dem Fußballspielen und wechselte 1999 in die E-Jugend von Eintracht Frankfurt. Dort war er anfangs sehr erfolgreich, war Mannschaftskapitän, verlor dann aber ab der C-Jugend den Anschluss. Schließlich wechselte er mit 17 Jahren in das Nachwuchsleistungszentrum des 1. FSV Mainz 05. Dort gelang ihm schnell der Durchbruch, nachdem er vom Mittelfeld in die Innenverteidigung gewechselt war.
Aufgrund mehrerer Ausfälle griff Jørn Andersen, seinerzeit Trainer der Mainzer Zweitliga-Mannschaft, am elften Spieltag in der Innenverteidigung auf den U19-Spieler zurück; Kirchhoff spielte beim 2:0-Auswärtssieg gegen Rot Weiss Ahlen am 2. November 2008 90 Minuten lang. Sein zweiter Einsatz für die Mainzer am 4. Dezember 2010 war zugleich sein Bundesligadebüt – das Auswärtsspiel gegen Eintracht Frankfurt verlor er mit seinem Verein durch einen von ihm in der 84. Minute verursachten und von Theofanis Gekas verwandelten Handelfmeter mit 1:2.
Ende 2012 kündigte Kirchhoff an, seinen auslaufenden Vertrag mit dem 1. FSV Mainz 05 nicht zu verlängern.

#### FC Bayern München
Daraufhin unterschrieb Kirchhoff am 10. Januar 2013 für die neue Saison einen bis zum 30. Juni 2016 datierten Vertrag beim FC Bayern München. Am 9. August 2013 (1. Spieltag) gab er sein Bundesligadebüt für den FC Bayern im Heimspiel gegen Borussia Mönchengladbach, als er in der 73. Minute für Bastian Schweinsteiger eingewechselt wurde. Am 2. Oktober 2013 debütierte Kirchhoff in der UEFA Champions League, als er beim 3:1-Sieg der Bayern bei Manchester City in der 76. Minute erneut für Schweinsteiger eingewechselt wurde. Im Verlauf der Hinrunde 2013/14 wurde er in insgesamt elf Pflichtspielen eingewechselt. Angesichts seiner vergleichsweise geringen Einsatzzeiten signalisierte die Clubführung im Dezember 2013 Bereitschaft, Kirchhoff zu verleihen.

#### Leihe zum FC Schalke 04
In der Winterpause 2013/14 wurde Kirchhoff für eineinhalb Jahre an den Ligakonkurrenten FC Schalke 04 ausgeliehen. Er reiste mit ins Trainingslager von Schalke 04 in Doha. Am zweiten Trainingstag verletzte sich Kirchhoff bei einem Zweikampf am rechten Sprunggelenk und konnte nicht weiter mittrainieren. Nach seiner vorzeitigen Abreise wurde in München mittels MRT ein Riss der vorderen Syndesmose festgestellt. Nach knapp viermonatiger Verletzungspause kam er zu seinem ersten Einsatz im Schalker Trikot, als er am 33. Spieltag im Spiel gegen den SC Freiburg eingewechselt wurde.

#### Rückkehr zum FC Bayern München
Nachdem er am 16. Mai 2015 seinen letzten Einsatz für Schalke 04 gehabt hatte, wurde er im Juni 2015 an der Achillessehne operiert und stieg schließlich am 12. Oktober 2015 wieder bei den Bayern ins Mannschaftstraining ein. Zu seinem Comeback kam er im DFB-Pokal-Achtelfinale am 15. Dezember 2015 beim 1:0-Heimsieg gegen den SV Darmstadt 98, als er in der Nachspielzeit für Kingsley Coman eingewechselt wurde. Ferner bestritt er ein Punktspiel für die zweite Mannschaft in der viertklassigen Regionalliga Bayern.

#### AFC Sunderland
Am 7. Januar 2016 wechselte Kirchhoff zum englischen Erstligisten AFC Sunderland. Er debütierte am 16. Januar 2016 (22. Spieltag) bei der 1:4-Niederlage im Auswärtsspiel gegen Tottenham Hotspur mit Einwechslung für Danny Graham in der 58. Minute. Kirchhoff fälschte in diesem Spiel einen Schuss auf das eigene Tor unhaltbar ab und verursachte einen Foulelfmeter. Nachdem er in seiner Premierensaison 15 Punktspiele bestritten hatte, kam er in der Folgesaison nur noch siebenmal zum Einsatz; am Saisonende stieg er mit der Mannschaft als Tabellenletzter ab. Sein Vertrag lief bis 30. Juni 2017.

#### Bolton Wanderers
Kirchhoff war nach Ende der Saison 2016/17 zunächst ohne Verein. Er unterschrieb am 22. Februar 2018 einen bis zum Saisonende laufenden Vertrag beim englischen Zweitligisten Bolton Wanderers. Nach Saisonende war er zunächst vereinslos.

#### 1. FC Magdeburg
Anfang Januar 2019 schloss Kirchhoff sich bis Ende der Saison 2018/19 dem Zweitligisten 1. FC Magdeburg an, mit dem er wieder in die 3. Liga abstieg.

#### KFC Uerdingen 05
Im Sommer 2019 erhielt der Defensivspieler einen Zweijahresvertrag beim KFC Uerdingen 05. Im Rahmen der Saisonvorbereitung ernannte ihn Cheftrainer Heiko Vogel zum neuen Mannschaftskapitän. Im Sommer 2021 beendete er seine Spielerkarriere.

### Nationalmannschaft
Am 13. November 2007 gab er in Weismain sein Debüt in der U18-Nationalmannschaft, als er beim 4:0-Sieg gegen Irland in der 72. Minute für Mario Erb eingewechselt wurde. In seinem zweiten Länderspiel für die U18 am 15. November 2007 in Haßfurt, ebenfalls gegen Irland, unterlief ihm bei der 2:3-Niederlage in der 9. Minute ein Eigentor zum 0:1.
Am 7. September 2008 debütierte er in der U19-Nationalmannschaft, die in Varnsdorf mit 5:0 gegen die Auswahl der Tschechischen Republik gewann. Sein erstes Länderspieltor erzielte er am 11. Oktober 2008 in Salmrohr mit dem Treffer zum 5:0-Endstand in der 55. Minute gegen die Auswahl Litauens.
Für die U21-Nationalmannschaft, mit der er sich 2012 für die U21-Europameisterschaft 2013 qualifizierte, spielte er erstmals am 3. September 2009. Beim 1:1 gegen die Auswahl der Tschechischen Republik in Mladá Boleslav sorgte er mit seinem ersten Tor für diese Auswahlmannschaft in der 72. Minute für das Remis. In der Qualifikation für die U21-EM 2013 in Israel kam er zu sieben Einsätzen und die deutsche U21 qualifizierte sich für die Play-off-Spiele gegen die Schweizer Auswahl. Beim 1:1-Unentschieden im Hinspiel gegen die Eidgenossen war Kirchhoff zum Einsatz gekommen, beim 3:1-Sieg im Rückspiel, womit die EM-Teilnahme sichergestellt werden konnte, hatte er nicht gespielt. Sein 18. und letzter Einsatz für die deutsche U21-Nationalelf war die 0:1-Niederlage im Testspiel in Andria gegen Italien am 6. Februar 2013. Im Mai 2013 berief U21-Bundestrainer Rainer Adrion Kirchhoff zwar für den vorläufigen EM-Kader, allerdings musste Jan wegen einer Leisten-OP absagen.

### Als Trainer
Von Sommer 2021 bis Sommer 2022 war er Co-Trainer der U15-Mannschaft des VfB Stuttgart. Von Sommer 2022 bis Sommer 2023 war er Co-Trainer von Frank Fahrenhorst bei der U21-Mannschaft des VfB. Von Sommer 2023 bis Februar 2024 war er Cheftrainer der U17-Mannschaft des VfB. Im Februar 2024 wurde er Cheftrainer der U19-Mannschaft des 1. FSV Mainz 05. Bereits zu seiner Zeit als Spieler beim KFC Uerdingen hatte er Jugendmannschaften betreut.

## Titel
International
- Klub-Weltmeister: 2013
- UEFA-Super-Cup-Sieger: 2013

Deutschland
- Deutscher A-Junioren-Meister: 2009

## Sonstiges
Kirchhoffs jüngerer Bruder Benjamin brachte es ebenfalls zum Fußballprofi und Vater Theo Kirchhoff (geb. Betten) war Amateurfußballer beim VfL Germania Leer.